# Kancelparagraf
Kancelparagraf (nemško Der Kanzelparagraph; latinsko lex pulpiti; angleško Pulpit Law; francosko paragraphe de la chaire; slovensko: prižnični predpis) je bil predpis Bismarckove Nemčije iz leta 1871, ki je bil v veljavi v Zahodni Nemčiji do 1953, a v Vzhodni Nemčiji do 1968. To določilo Nemškega kazenskega zakonika (nemško Strafgesetzbuch Deutschlands), ki je veljalo za duhovščino vseh veroizpovedi pri opravljanju njihove dejavnosti, je prepovedovalo, da bi dajali "s prižnice"  svoje mnenje - v obliki, "ki bi motila javni red in mir" - o političnih zadevah države. Prekršiteljem je grozila zaporna kazen do dveh let.
Temu predpisu je sledila razširitev, ki ni kaznovala le "verbalnega delikta", ampak je zajela tudi tiskanje in širjenje spisov ali knjig, ki motijo javni red in mir, kar pa je pri tako strogem predpisu res dokaj ohlapna opredelitev in jo je mogoče tolmačiti na več načinov. 

## Nemčija

### Nemško cesarstvo
V času Kulturnega boja je nemška cesarska vlada pod Bismarckovim vodstvom ukrepala proti duhovščini ne glede na veroizpoved, - vendar je bil na začetku usmerjen zlasti zoper katoliško duhovščino - ki bi v svojih pridigah s prižnice ocenjevala politično dogajanje. Ta tako imenovana "zloraba prižnice" je bila prepovedana v novem dodatku 130a k že obstoječemu & 130, in je bila vstavljena v kazenski zakonik 10. decembra 1871:
| Kanzelparagraf | Prižnična določba |
| --- | --- |
| „Ein Geistlicher oder anderer Religionsdiener, welcher in Ausübung oder in Veranlassung der Ausübung seines Berufes öffentlich vor einer Menschenmenge, oder welcher in einer Kirche, oder an einem anderen zu religiösen Versammlungen bestimmten Orte vor Mehreren Angelegenheiten des Staates in einer den öffentlichen Frieden gefährdenden Weise zum Gegenstande einer Verkündigung oder Erörterung macht, wird mit Gefängniß oder Festungshaft bis zu zwei Jahren bestraft.“ | »Duhovnik ali drug verski služabnik, ki pri opravljanju svojega poklica sam ali prek pooblaščenca javno pred množico ali v cerkvi ali na drugem kraju, določenem za verske shode, na način, ki ogroža javni mir, razglaša ali razpravlja o državnih zadevah, bo kaznovan z ječo ali zaporom do dveh let.« |

Ta kazenski predpis je prišel državi prav tudi za politično kazensko razračunavanje z opozicijo in predvsem s katoliško duhovščino. Višek je doseglo to versko-politično preganjanje takrat, ko je bil zaprt na temelju tega določila celo najvišji katoliški cerkveni dostojanstvenik; priljubljeni poznanjski nadškof grof Mieczysław Ledóchowski je bil po tej določbi obsojen na najdaljšo možno zaporno kazen dveh let in so ga oblasti februarja 1874 tudi res zaprle. 
Razmere pa so se sčasoma še zaostrovale in kaznovalno področje je nov predpis še razširil. 
| Ergänzung vom 26. Februar 1876 | Dopolnilo z dne 26. februarja 1876 |
| --- | --- |
| „Gleiche Strafe trifft denjenigen Geistlichen oder anderen Religionsdiener, welcher in Ausübung oder in Veranlassung der Ausübung seines Berufes Schriftstücke ausgibt oder verbreitet, in welchen Angelegenheiten des Staats in einer den öffentlichen Frieden gefährdenden Weise zum Gegenstand einer Verkündigung oder Erörterung gemacht sind.“ | »Enako se kaznuje duhovnik ali drug verski služabnik, ki pri opravljanju ali pooblaščenem izvajanju svojega poklica izdaja ali razširja listine, v katerih se razglaša ali razpravlja o državnih zadevah na način, ki ogroža javni mir.«' ' |

### Tretji rajh
Uradni naziv te države je bil Nemško cesarstvo  – zopet torej vrnitev na staro ime in sicer od 30. januarja  1933 do 26. junija 1943; nato pa Veliko nemško cesarstvo (Großdeutsches Reich) do njegovega propada 8. maja 1945. Poleg tega pa je bil neuradno v uporabi tudi naziv Tisočletno cesarstvo (Tausendjähriges Reich) v eshatološkem svetopisemskem pojmovanju.
Ko je Hindenburg 30. januarja 1933 izročil Hitlerju zaupnico za sestavo vlade, se je le-ta že tekom prvega leta vladanja otresel vseh koalicijskih partnerjev ter s svojo nacistično stranko uvedel samodrštvo, kar je pometlo tudi s svobodo govora in drugimi demokratičnimi svoboščinami prek rastočega nacionalizma, imperializma in zlasti dosledno nestrpnega antisemitizma, povezanega z napadalno in osvajalno zunanjo politiko v službi širjenja državnih mej in "nemškega sveta".
Nacisti so preseljevali in izseljevali, preganjali in morili na milijone Judov, pa tudi veliko število pripadnikov drugih narodov, zlasti Slovanov - med njimi tudi okrog 20 000 Slovencev, s čimer so zagrešili ljudomor, znan kot holokavst. Predvsem so v uničevalnih taboriščih s stradanjem, sežigi in v plinskih celicah, pobijali vse tiste, ki so bili po mnenju nacizma manjvredni: kot Slovani, Cigani in invalidi, ali pa so imeli nezaželene nazore.
Poleg tega je bilo zasledovanih, zaprtih v taborišča in umorjenih tud več predstavnikov nemškega odporniškega gibanja, pa tudi nečlanov  katoličanov – med katerimi je najbolj znan poljski svetnik Maksimilijan Kolbe; poleg njega je v nemških uničevalnih taboriščih končalo življenje čez 5000 katoliških duhovnikov in redovnikov. Na udaru so bili tako tudi drugače misleče skupine kot so socialisti, komunisti, prostozidarji, hotniki in Jehovove priče; brez usmiljenja so pobijali razne skupine Ciganov kot so Romi in Sinti, pa tudi telesno ali duševno prizadete ljudi, ki jih šovinistični nacionalsocializem ni mogel nategniti na svojo übermenševsko Prokrustovo posteljo.   

       

#### PodHitlerjem
Evangeličanski pastor
Martin Niemöller je bil kot protestantski pastor eden od uglednejših duhovnikov Pričevalne cerkve, ki jih je nacistično sodišče preganjalo »zaradi zlorabe prižnice« („wegen Kanzelmissbrauchs“) z uporabo Kancelparagrafa.
Jezuit
Zaradi tega odstavka – kancelparagrafa – so bili v Tretjem rajhu preganjani tudi katoliški duhovniki, na primer  jezuit Rupert Mayer. Zaradi odklonilnih izjav glede na vladajoči nacistični režim so mu izrekli prepoved pridiganja. Junija 1939 pa je Mayer kljub temu pisno izjavil Gestapu – Tajni državni policiji:
| Schriftliche Stellungnahme des Jesuiten Rupert Mayer | Pisna izjava jezuita Ruperta Mayerja |
| --- | --- |
| „Ich erkläre, daß ich im Falle meiner Freilassung trotz des gegen mich verhängten Redeverbotes nach wie vor aus grundsätzlichen Erwägungen heraus predigen werde. Ich werde auch weiterhin in der von mir bisher geübten Art und Weise predigen, selbst dann, wenn die staatlichen Behörden, die Polizei und die Gerichte meine Kanzelreden als strafbare Handlungen und als Kanzelmißbrauch bewerten sollten.“ | „Izjavljam, da bom v primeru svoje osvoboditve še naprej pridigal iz utemeljenih razlogov, kljub izrečeni mi prepovedi govorjenja. Še naprej bom pridigal na svoj doslej uobičajeni način, četudi bi državni organi, policija in sodišča moje pridige ocenili kot kazniva dejanja in zlorabo prižnice.“ |

Katoliški duhovnik
1942 je bil katoliški duhovnik Bernhard Lichtenberg obsojen na dve leti zapora zaradi "zlorabe prižnice in kršenja zakona o izdaji", ker je javno molil za Jude in zapornike koncentracijskih taborišč; na prirejenem sojenju pa je pogumno zagovarjal dolžnost krščanske ljubezni:
| Du sollst deinen Nächsten lieben wie dich selbst! | Svojega bližnjega moraš ljubiti kot samega sebe! |
| --- | --- |
| „In Berliner Häusern wird ein anonymes Hetzblatt gegen die Juden verbreitet. Darin wird behauptet, daß jeder Deutsche, der aus angeblich falscher Sentimentalität die Juden irgendwie unterstützt, und sei es auch durch freundliches Entgegenkommen, Verrat an seinem Volk übt. Laßt euch durch diese unchristliche Gesinnung nicht beirren, sondern handelt vielmehr nach dem strengen Gebot Jesu Christi: Du sollst deinen Nächsten lieben wie dich selbst!“ | »Po berlinskih hišah se širi nepodpisani sovražni letak proti Judom. Trdi, da vsak Nemec, ki iz domnevno lažnega sočutja podpira Jude na kakršen koli način, tudi s prijateljskim srečevanjem, izdaja svoje ljudstvo. Ne dajajte se zapeljati tej nekrščanski drži, ampak raje ravnajte po strogi zapovedi Jezusa Kristusa: Svojega bližnjega moraš ljubiti kot samega sebe!« |

Lichtenberg je bil nato obtožen kršitve kancelparagrafa, tj. § 130a kazenskega zakonika ter (nacističnega) zakona o izdaji.

### Zahodna Nemčija
V Zahodni Nemčiji je bil Kancelparagraf razveljavljen s členom &2 št. 18 Tretjega zakona o spremembah kazenskega prava z dne 4. avgusta 1953.

### Zagrizenkulturni boj
Sprejem zakona s sorazmerno prijetno zvenečim imenom kancelparagraf pa je bil le del protikatoliške (pozneje tudi protikrščanske) gonje, vključno z različnimi drugimi zakoni. Duhovniki, ki so se odkrito upirali tem zakonom, so bili kaznovani z denarno globo ali zaprti, cerkvena lastnina pa zaplenjena. 1872 je bilo katoliškim duhovnikom prepovedano imeti šolski verouk, za jezuite pa je bil ukazan izgon in so morali zapustiti državo. Zgodovinar Steinhoff poroča, da so posledice tega verskega preganjanja bile zelo hude:
| The casualty totals | Celotne posledice |
| --- | --- |
| As of 1878, only three of eight Prussian dioceses still had bishops, some 1,125 of 4,600 parishes were vacant, and nearly 1,800 priests ended up in jail or in exile....Finally, between 1872 and 1878, numerous Catholic newspapers were confiscated, Catholic associations and assemblies were dissolved, and Catholic civil servants were dismissed merely on the pretence of having Ultramontane sympathies. | Leta 1878 so le tri od osmih pruskih škofij še vedno imele škofe, približno 1125 od 4600 župnij je bilo izpraznjenih in skoraj 1800 duhovnikov je končalo v zaporu ali izgnanstvu ... Končno so bili med letoma 1872 in 1878 zaplenjeni številni katoliški časopisi, katoliška združenja in zborovanja so bila razpuščena, katoliški javni uslužbenci so bili odpuščeni zgolj s pretvezo, da so naklonjeni ultramontanstvu. |

Določilo je ostalo v veljavi vse do leta 1953 (v Zahodni Nemčiji) in 1968 (v Vzhodni Nemčiji), čeprav je bilo po letu 1878, ko se je kancler Otto von Bismarck pobotal z novim papežem Leonom XIII., redko uveljavljeno. Vendar pa je nacistični režim ravno na podlagi kancelparagrafa oziroma "zakona o prižnici" preganjal več pridigarjev – tako katoliških kot protestantskih. Več verskih redov, kot na primer jezuiti, je ostalo v Nemškem cesarstvu prepovedanih, zaplenjena lastnina ni bila vrnjena, dejansko zapostavljanje katoliške manjšine se je glede na položaj državnih uslužbencev nadaljevalo, in tudi vpeljana civilna poroka je ostala v veljavi.

## Jugoslavija

### Stara Jugoslavija
Londonski klub je dal pobudo za ureditev odnosov s katoličani že takoj ob nastanka nove države Južnih Slovanov Slovencev, Hrvatov in Srbov 1918, vendar to ni bilo upoštevano; prevladali so večinski merodajni svobodomiselno-nacionalistično usmerjeni krogi, ki so bili katoličanom nenaklonjeni. Zadevo so začeli že od začetka reševati na neustrezen način, brez dogovarjanja s prizadetimi. To je povzročilo namesto sporazuma že na začetku novonastale južnoslovanske državne tvorevine le še večji razdor in odpor. Vlada je namreč celo v Vidovdansko ustavo uspela vriniti že iz avstroogrskih časov sporni in omraženi kancelparagraf. Ne glede na to, da je povzročil toliko hrupa, je v praksi vladala večja treznost in strpnost ter na njegovem temelju ni bil za časa Stare Jugoslavije obsojen noben duhovnik ali kak drug verski uslužbenec.

### Nova Jugoslavija

#### Povojne razmere
Z zmago komunizma se je pokazala prilika za  obračun z „nazadnjaškimi elementi“ ne le na intelektualni ravni kulturnega boja, ampak se je spustil na raven fizičnega onemogočanja nasprotnega mišljenja z likvidacijo in poboji političnih resničnih ali samo možnih nasprotnikov. Prišlo je obdobje bojevitega marksizma, ki se je „izkazal“ zlasti s Povojnimi zunajsodnimi poboji v Sloveniji, s Pliberško tragedijo nad Hrvati; pa tudi s pri nas manj znanim genocidom nad vojvodinskimi Nemci tkim. „Donauschwaben“ – ki jim je bilo zaplenjeno ne le vse premoženje, ampak so v stotih povojnih koncentracijskih taboriščih – kamor so z vojaško silo odgnali vse nemške družine ne glede na spol ali starost ali zdravstveno stanje bili na razne načine mučeni ali zlostavljani – ter so tam mnogi izgubili tudi svoje življenje.
Ne le škofje in duhovniki, ampak vsi verniki – zlasti pa katoličani – so v novi stvarnosti bili stalno pod grožnjo neke vrste kancelparagrafa - da so morali paziti ne le na to, kaj govorijo v javnosti, ampak tudi doma - zlasti vpričo otrok. V praksi so verniki ne glede na veroizpoved veljali za »nazadnjaške sile« in drugorazredne državljane v primeri z brezvernimi „naprednimi in zdravimi silami“ – ki so lahko kot prvorazredni državljani nemoteno in z vso državno podporo širili in vsiljevali marksistični ateizem prek medijev, z vključevanjem v partijo ter ga prek šole vnašali že v pionirske in mladinske organizacije. 
Uzakonjen pa je bil od kancelparagrafa neprimerno strožji besedni prekršek (imenovan tudi verbalni delikt), ki je kazensko preganjal ne le neko ravnanje ali delovanje, ampak tudi vsako izražanje osebnega prepričanja, ki ni bilo v skladu z uradno in z vrha odobreno usmeritvijo. Tako se po vojni med drugim ni smelo kritizirati oblastnikov, zlasti ne predsednika Tita; če pa je kdo želel (boljšo) službo ali pa napredovati, je moral vstopiti v Partijo.

#### PoRankovićevempadcu
Nova oblast pa se glede na vero ni odzivala v vsem obdobju enako. Očitno je prišlo do neke vrste odjuge po odstavitvi glavnega pobudnika pregona drugače mislečih - in tudi vernikov - zlasti takoj po vojni - Rankovića. Popuščanje je bilo, sicer bolj kozmetično, vendar občutno v korist svobode govora in veroizpovedi. Zato ni osamljeno mnenje, da pravega verskega ali političnega preganjanja opozicije, narodov in vernikov niti ni bilo, ali vsaj ne skozi celo obdobje Nove Jugoslavije do njenega neslavnega razpada 1991: 
| Srpska pravoslavna Crkva u socijalističkoj Jugoslaviji | Srbska pravoslavna Cerkev v socialistični Jugoslaviji |
| --- | --- |
| Iako crkvene strukture i javnost bliska njima, danas tvrde kako je tokom celog perioda socijalističke Jugoslavije, Crkva kao institucija bila gušena, marginalizovana i udaljavana od vernika, takva tvrdnja ne stoji u potpunosti. O potpunom gušenju i marginalizaciji Crkve, poricanju prava na slobodno delovanje od strane novih vlasti, može se govoriti samo u jednom periodu stabilizacije socijalističkog sistema: od 1945. do 1953. godine. | Čeprav cerkvene strukture in njim blizka javnost danes trdijo, da je bila Cerkev kot ustanova v celotnem obdobju socialistične Jugoslavije tlačena, postavljena na obrobje in oddaljevana od vernikov, taka trditev ne drži povsem. O popolnem zatiranju in omejevanju Cerkve, o odrekanju pravice do svobodnega delovanja s strani nove oblasti, lahko govorimo samo v enem obdobju utrjevanja socialističnega sistema: od leta 1945 do 1953. |

Večina zgodovinarjev pa se ne strinja s tako prizanesljivo oceno. Pravoslavni duhovnik Velibor Džomić na primer trdi, da prave verske svobode v Titovi Jugoslaviji v bistvu sploh ni bilo, ter „da so bile nekatere ustavne določbe le krinka za prikrivanje resničnega zapostavljajočega odnosa do duhovnikov in vernikov, ki so bili pogosto in okrutno kaznovani."
| Najgore su prošli oni koji su verovali u Boga | Najhuje so jo skupili tisti, ki so verovali v Boga |
| --- | --- |
| ”Sveštenici i vernici ne pamte po dobru vreme socijalističkih ustava. Ne samo u vreme važenja Ustava SFRJ od 1974. nego i od donošenja Ustava FNRJ 1946, vršen je, bez obzira na minimalne ustavne garancije, sistemski progon vere i verujućih ljudi. Sloboda veroispovesti je u ustavnoj normi iz 1974. bila svedena samo na „ispovedanje vere”, a vera je svedena samo na „privatnu stvar” čoveka. Ideolozi SKJ i ustavopisci su smatrali da je dovoljno da se u okrnjenom obliku prizna samo individualni, ali ne i kolektivni aspekt prava na slobodu veroispovesti kao univerzalnog ljudskog prava. Dovoljno je samo to da se vidi i da se zaključi da je reč o diskriminatornom opštem aktu. Treba imati u vidu da su komunisti na svoj način u ustavnoj odredbi povampirili specijalni oblik takozvanog kancel-paragrafa, koji je svojevremeno uveo Bizmark, tako što su propisali da je „protivustavna zloupotreba vere i verske delatnosti u političke svrhe”. I u vreme važenja Ustava SFRJ od 1974. najgore su prošli oni koji su slobodno mislili i oni koji su verovali u Boga.” | „Duhovniki in verniki nimajo dobrih spominov na čas socialističnih ustav. Ne samo v času veljavnosti Ustave SFRJ od leta 1974, ampak tudi od sprejetja Ustave ZRJ leta 1946 se je izvajalo sistematično preganjanje vere in vernikov, ne glede na minimalna ustavna zakonodajna jamstva. V ustavni normi iz leta 1974 je bila svoboda vere zožena le na »izpovedovanje vere«, vera pa le na »zasebno stvar« človeka. Ideologi in ustavopisci ZKJ so menili, da je dovolj, da se pravici do svobode vere prizna v okrnjeni obliki le zasebni (individualni), ne pa tudi družabni (kolektivni) vidik pravice do svobode vere kot splošne (univerzalne) človekove pravice. Dovolj je videti in ugotoviti, da gre za diskriminatoren splošni akt. Pri tem se je treba zavedati, da so komunisti na svoj način povampirili posebno obliko tako imenovanega kancelparagrafa, ki ga je nekoč uvedel Bismarck, s predpisom, da gre za »protiustavno zlorabo vere in verskega delovanja v politične namene«. Tudi v času veljavnosti ustave SFRJ iz leta 1974 so jo najbolj skupili svobodomisleci in tisti, ki so verovali v Boga.” |